# Zhou Peishun
Dans ce nom, le nom de famille, Zhou, précède le nom personnel.
Zhou Peishun (né le 8 mars 1962 à Taizhou (Chine)) est un haltérophile chinois.
Il obtient la médaille d'argent olympique en 1984 à Los Angeles en moins de 52 kg.